# 수인성 질병
수인성 질병(水因性疾病, waterborne diseases)은 병원성 미생물이 물을 통해 전파됨으로써 발생하는 질병을 의미하며 목욕, 씻기, 물 마시기, 또는 오염된 물에 노출된 음식을 섭취함으로써 전염될 수 있다. 설사와 구토가 가장 흔한 증상이며, 피부, 귀, 호흡기 또는 안과 질환도 나타날 수 있다.
개발도상국의 어린이들을 괴롭히고 있는 설사병이 가장 대표적인 수인성 질병이다. 세계보건기구(WHO)에 따르면 수인성 질병은 전체 장애보정손실수명(DALY) 영향의 약 3.6%를 차지하며, 연간 약 150만 명의 사망자를 내고 있다. 이러한 수인성 질병 영향의 58%인 84만 2천명이 깨끗한 식수 공급, 공중 위생(sanitation), 위생(hygiene)의 부족에 따라 발생하는 것으로 여겨진다. 깨끗한 식수 공급, 공중 위생, 위생을 한데 묶어 WASH라 한다.
수인성 질환이라는 용어는 주로 감염수를 접촉하거나 섭취할 경우 전염되는 감염증에 주로 사용된다. 예외적인 경우에만 미생물이나 기생충이 물에 섞여들어가 전염되는 질병도 있는데, 단순히 이런 예외적인 경우만 고려해서 어떤 질병을 수인성 질병으로 분류하지는 않는다. 이러한 대표적인 예시로 모기가 있는데, 모기의 생활사에 수생단계가 있으며 물을 정화함으로써 모기를 예방할 수 있지만, 이러한 이유로 말라리아 등 모기 매개 질병을 수인성 질병이라고 부르지는 않는다.
수인성 질병을 일으키는 미생물로는 장에 기생하거나, 소화관의 벽을 통해 조직이나 순환계로 침투하는 원생동물과 세균 등이 있다.  바이러스도 수인성 병원체로 간주하기도 한다. 그러나 다른 중요한 종류의 수인성 질병은 후생동물성 기생충에 의해 발생한다. 이런 기생충의 대표적인 예시로는 선충이 있으며, 이런 선충 감염에 의해 발생하는 대표적인 수인성 질병은 메디나충증이다. 선충의 매개체 역할을 하는 요각류를 섭취하여 감염되는 경우도 많다.
흡충류의 일종인 주혈흡충류들 중 몇몇 종들도 수인성 질병을 일으킨다. 이들은 보통 오염된 물과 피부가 접촉하는 경우 감염된다. 이에 감염될 경우 다양한 주혈흡충증에 걸리게 되는데, 현재 전 세계에서 수억명이 주혈흡충증에 감염된 것으로 추측된다.
세균 이론이 등장하기 전에는, 수인성 질병을 경계하여 오염된 물 대신에 맥주나 와인, 차를 마시기도 했다. 낙타 캐러밴과 함께 실크로드를 따라 중앙아시아를 횡단한 탐험가 오언 래티모어는 "우리가 차를 많이 마신 이유는 물이 좋지 않았기 때문이다. 삶지 않은 물이라면 절대 마시지 않는다. 이는 발에 물집을 일으킨다는 미신이 있다."고 기록했다.

## 사회경제적 영향
수인성 질병은 국제적 경제에도 큰 영향을 미칠 수 있다. 후진국에서는 수인성 질병에 대한 치료비를 지출하는데 큰 경제적 부담을 안고 있는 경우도 드물지 않다. 치료비와 약품 구입비, 운송비, 특수식품, 인력감소 등으로 인해 경제적 손실이 발생한다. 감염자 1인당 월평균 가구소득의 10% 정도를 지출하는 것으로 나타났다.

## 같이 보기
- 공기 매개 질병
- 대변-구강 경로
- 공중보건
- 공중 위생
- 매개체
- 수질
- 인수공통감염병